# Makám (dallammodell)
A makám (arab: مقام, romanizálva: maqām) a klasszikus arab zeneelmélet fogalma valamely egymáshoz kapcsolódó modus  és dallamtípus kifejezésére. A későbbi fejlődés során jelentése bizonyos mértékben leszűkült: keleten jobbára csakis a modust, nyugaton (Maghreb) csakis bizonyos dallamtípust, illetve dallamvázat jelentett.
Bővebb értelemben egy egész zenei ciklus, melynek összetartó elve a dallamok összetett komponálási szabályrendszere.
A makám melodikus-ritmikus képlet, minden zenei megnyilatkozás, improvizációs tevékenység alapja, amelyben vallási, erkölcsi, etnikai jellemzők és értékek, évszázados zenei hagyományok öröklődnek. 
Az egyes makám-rendszereket a különböző iszlám népcsoportok zenéjében eltérő módokon határozzák meg. 
Mint elv vagy technika hatalmas területen él Észak-Afrikától a Közel-Keleten át Közép- és Délkelet-Ázsiáig, és konkrét megvalósulásaiban igen sokszínű képet mutat. 
Olyan átfogó fogalom a muszlimok lakta területeken, mint az európai zene történetének egyes, évszázadokon át élő műfajai. Időben és térben változó jelentése igen nehezen megragadható. Míg az egyik kultúrában egy adott dallamtípushoz kötődhet, másutt esetleg csak a kadenciái vannak rögzítve, megint máshol pedig speciális hangsor határozhatja meg. Konkrét megjelenési formái lényegesen eltérők lehetnek: minden egyes makám egyedi struktúrával bír, a különböző helyeken és időszakokban akár ugyanazzal a névvel jelölt makám is igen különböző kompozíciókban ölthet testet.